# Xanthia praetexta
Xanthia praetexta là một loài bướm đêm trong họ Noctuidae.